# 蝦子柚皮

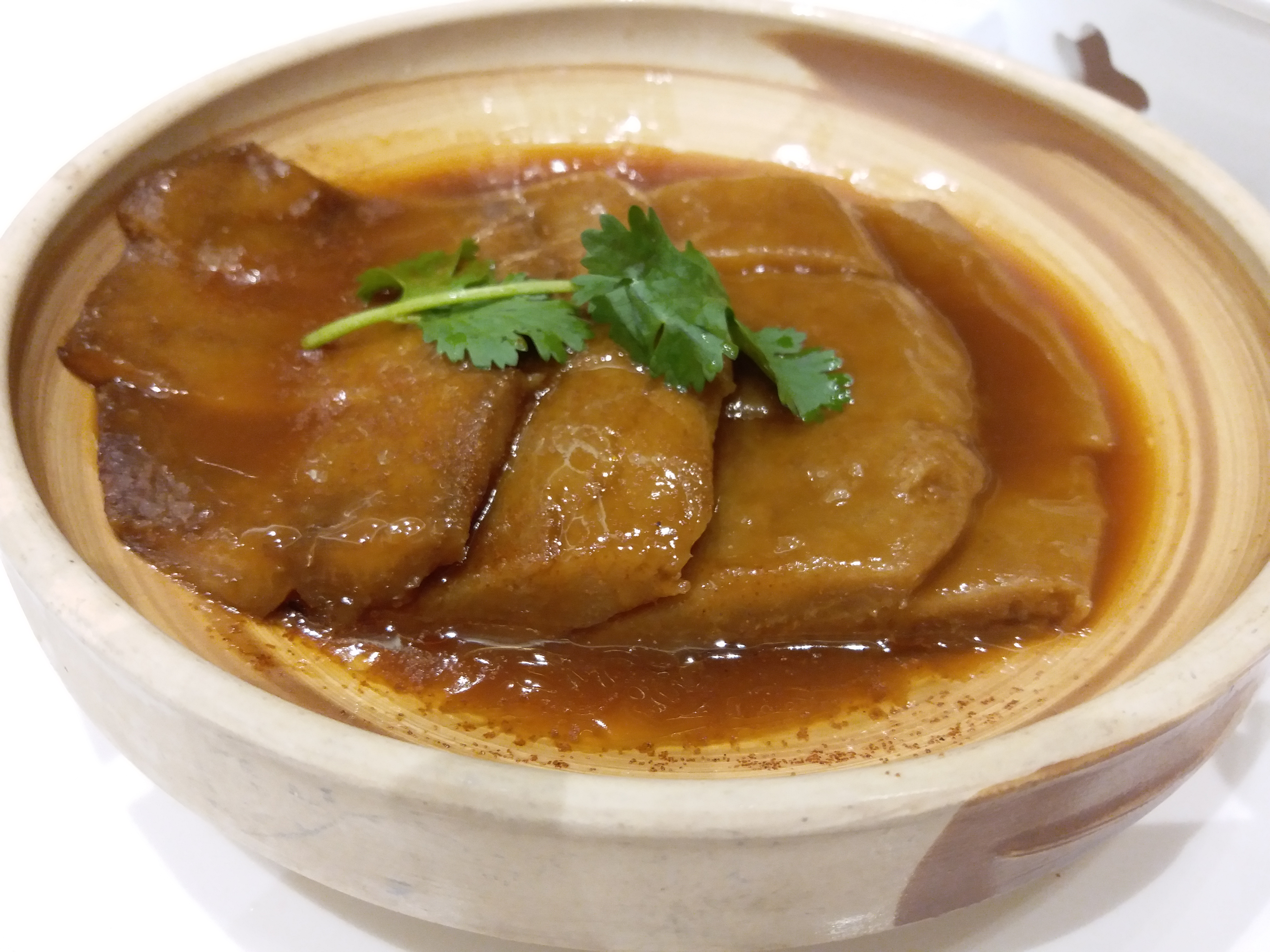
蝦子柚皮

蝦子柚皮，又稱蝦籽柚皮，是一道傳統粵菜，材料主要是蝦子及柚皮。由於製作工序繁複，目前只有很少酒樓會供應。這道菜通常於沙田柚當造的中秋節可以見到。煮得好的蝦子柚皮，以柚皮沒有苦澀味，且具蝦子的鹹香味。
將沙田柚的柚皮除去表皮及果肉後，浸水4小時後「汆水」，重複3次。待柚皮軟身及消去苦澀味後，再以豬骨、蝦米、雞、瑤柱等煮成的上湯燜8小時。最後將燜好的柚皮扣上蝦子及蠔油煮成的汁液。